# تپه قره قوش لان
تپه قره قوش لان مربوط به اواخر است و در شهرستان زنجان، بخش مرکزی، روستای سهرین واقع شده و این اثر در تاریخ ۷ مهر ۱۳۸۱ با شمارهٔ ثبت ۶۳۸۴ به‌عنوان یکی از آثار ملی ایران به ثبت رسیده است.